# Hisataka Okamoto
Pour les articles homonymes, voir Okamoto.
Hisataka Okamoto (岡本 久敬, Okamoto Hisataka, né le 14 décembre 1933) est un footballeur international japonais.